# 路邊攤 (作家)
路邊攤，本名洪嘉儀（英語：Kylie Hung Ka Yi），是香港女性漫畫家。

## 簡歷
路邊攤畢業於嶺南大學社會科學系，其丈夫為阿真，女兒則是小攤攤。首本圖文書作品《愈懶惰。愈快樂》於2009年出版，大受歡迎，並加印至第四版。她曾於《頭條日報》，但已經於2015停止連載。現時於「Yahoo！Style」，由《橙新聞》連載。路邊攤也於其個人網站連載，但因2013年12月26日「Yahoo！Blog」關閉服務而暫停，其後於2014年恢復。《頭條日報》的四格漫畫和另外畫的則於2013年以《迷糊 Office 365 》一冊出售。由於路邊攤的漫畫內容獨特且逗笑，所以頗受讀者歡迎，亦成為各書局的暢銷書，售罄後需要加印。

## 作品
| 作品                                   | 出版     | 年份 | 美術設計      | 價錢                         | 備註 |
| -------------------------------------- | -------- | ---- | ------------- | ---------------------------- | ---- |
| 《愈懶惰。愈快樂》                     | 青春文化 | 2009 |               | 第一版售HK$58 ,現售HK $68 。 |      |
| 《愈上學。愈快樂》                     | 青春文化 | 2009 |               | 第一版售HK$58 ,現售HK $68 。 |      |
| 《情人眼裏超低B》                      | 青春文化 | 2010 | 售HK $68 。   |                              |      |
| 《笨蛋是怎樣煉成的》                   | 青春文化 | 2010 | 售HK $68 。   |                              |      |
| 《懶人閃亮亮求生術》                   | 青春文化 | 2011 | 售HK $68 。   |                              |      |
| 《愛似忌廉溝鮮奶》                     | 青春文化 | 2011 | 售HK $68 。   |                              |      |
| 《笨友襲地球》                         | 青春文化 | 2012 | 售HK $68 。   |                              |      |
| 《熱帶雨林拯救隊》                     | 快樂書房 | 2012 | 售HK $68 。   | 把名稱特別稱為Kylie          |      |
| 《笨蛋老闆的一年級課》                 | 青春文化 | 2012 | 售HK $68 。   |                              |      |
| 《迷糊 Office 365》                    | 青春文化 | 2013 | 售HK $68 。   |                              |      |
| 《路邊喵》                             | 青春文化 | 2013 | 售HK $68 。   |                              |      |
| 《情人眼裏超低B 2 之七年之癢》         | 青春文化 | 2014 | 售HK $68 。   |                              |      |
| 《小攤攤的育成孕記》                   | 一丁文化 | 2015 | 售HK $68 。   |                              |      |
| 《笨蛋媽媽的一年級課》                 | 一丁文化 | 2016 | 現售HK $78 。 |                              |      |
| 《路邊喵with Baby》                    | 一丁文化 | 2017 | 現售HK $78 。 |                              |      |
| 《情人眼裏超低B 3 之不甜蜜的婚姻生活》 | 一丁文化 | 2018 | 現售HK $78 。 |                              |      |
| 《婚後的二人世界》                     | 一丁文化 | 2019 | 現售HK $78 。 |                              |      |
| 《小攤攤的生活哲學》                   | 一丁文化 | 2019 | 現售HK $78 。 |                              |      |
| 《家有髒亂老公》                       | 一丁文化 | 2020 | 現售HK $78 。 |                              |      |
| 《路邊喵Once Again》                   | 一丁文化 | 2021 | 現售HK $78 。 |                              |      |

## 作品角色
| 角色名稱 | 出現書籍                                                        | 戲份         |
| -------- | --------------------------------------------------------------- | ------------ |
| 路邊攤   | 除了《熱帶雨林拯救隊》                                          | 主角         |
| 阿真     | 除了《熱帶雨林拯救隊》,《婚後的二人世界》及《小攤攤的生活哲學》 | 主角         |
| 阿真     | 婚後的二人世界                                                  | 配角         |
| 阿真     | 家有髒亂老公                                                    | 主角         |
| 小攤攤   | 情人眼裏超低B 2 之 7年之癢                                      | 只出現於結尾 |
| 小攤攤   | 小攤攤的育成孕記                                                | 主角         |
| 小攤攤   | 笨蛋媽媽的一年級課                                              | 主角         |
| 小攤攤   | 路邊喵 with Baby                                                | 主角         |
| 小攤攤   | 婚後的二人世界                                                  | 主角         |
| 小攤攤   | 小攤攤的生活哲學                                                | 主角         |
| 小攤攤   | 家有髒亂老公                                                    | 主角         |
| 俊少     | 情人眼裏超低B 2 之 7年之癢                                      | 配角         |
| 俊少     | 懶人閃亮亮求生術                                                | 配/主角      |
| 俊少     | 笨蛋是怎樣煉成的                                                | 主角         |
| 同事A    | 笨友襲地球                                                      | 單元主角     |
| 同事A    | 懶人閃亮亮求生術                                                | 客串         |
| 母親大人 | 笨蛋是怎樣煉成的                                                | 主角         |
| 母親大人 | 愈上學。愈快樂                                                  | 配角         |
| 母親大人 | 小攤攤的育成孕記                                                | 主角         |
| 真媽     | 笨蛋是怎樣煉成的                                                | 主角         |
| 真媽     | 愈上學。愈快樂                                                  | 配角         |
| 真媽     | 小攤攤的育成孕記                                                | 主角         |

## 外部連結
- 路邊攤的Facebook專頁
- 路邊攤的Facebook專頁 - Fan page
- 路邊攤的Instagram帳戶
- Lobintan 路邊攤 - 官方網站
- Orange News 橙新聞 迷糊小窩 四格漫畫專欄 （页面存档备份，存于）